# 2 Minutes to Midnight
2 Minutes to Midnight (рус. «2 Минуты до Полуночи») — десятый сингл британской хеви-метал-группы Iron Maiden, первый сингл альбома Powerslave.
Текст песни описывает ужасы войны будущего, а название песни, пропеваемое в припеве, отсылает к «Часам судного дня», на которых полночь — это ядерная война.

## Список композиций
1. «2 Minutes to Midnight» (Эдриан Смит, Брюс Дикинсон): 6:04
2. «Rainbow’s Gold» (Beckett cover): 4:57
3. «Mission from 'Arry»: 6:43

## Состав
- Брюс Дикинсон — вокал
- Стив Харрис — бас-гитара, бэк-вокал
- Дэйв Мюррей — гитара
- Эдриан Смит — гитара, бэк-вокал
- Нико МакБрэйн — ударные